# Pycnopsyche
Pycnopsyche är ett släkte av nattsländor. Pycnopsyche ingår i familjen husmasknattsländor.
Kladogram enligt Catalogue of Life:
| Pycnopsyche | \| \| Pycnopsyche aglona \| \| \| \| \| \| Pycnopsyche antica \| \| \| \| \| \| Pycnopsyche circularis \| \| \| \| \| \| Pycnopsyche conspersa \| \| \| \| \| \| Pycnopsyche divergens \| \| \| \| \| \| Pycnopsyche flavata \| \| \| \| \| \| Pycnopsyche gentilis \| \| \| \| \| \| Pycnopsyche guttifera \| \| \| \| \| \| Pycnopsyche indiana \| \| \| \| \| \| Pycnopsyche lepida \| \| \| \| \| \| Pycnopsyche limbata \| \| \| \| \| \| Pycnopsyche luculenta \| \| \| \| \| \| Pycnopsyche rossi \| \| \| \| \| \| Pycnopsyche scabripennis \| \| \| \| \| \| Pycnopsyche sonso \| \| \| \| \| \| Pycnopsyche subfasciata \| \| \| \| \| \| Pycnopsyche virginica \| \| \| \| |
|             | \| \| Pycnopsyche aglona \| \| \| \| \| \| Pycnopsyche antica \| \| \| \| \| \| Pycnopsyche circularis \| \| \| \| \| \| Pycnopsyche conspersa \| \| \| \| \| \| Pycnopsyche divergens \| \| \| \| \| \| Pycnopsyche flavata \| \| \| \| \| \| Pycnopsyche gentilis \| \| \| \| \| \| Pycnopsyche guttifera \| \| \| \| \| \| Pycnopsyche indiana \| \| \| \| \| \| Pycnopsyche lepida \| \| \| \| \| \| Pycnopsyche limbata \| \| \| \| \| \| Pycnopsyche luculenta \| \| \| \| \| \| Pycnopsyche rossi \| \| \| \| \| \| Pycnopsyche scabripennis \| \| \| \| \| \| Pycnopsyche sonso \| \| \| \| \| \| Pycnopsyche subfasciata \| \| \| \| \| \| Pycnopsyche virginica \| \| \| \| |
|             | Pycnopsyche aglona |
|             | |
|             | Pycnopsyche antica |
|             | |
|             | Pycnopsyche circularis |
|             | |
|             | Pycnopsyche conspersa |
|             | |
|             | Pycnopsyche divergens |
|             | |
|             | Pycnopsyche flavata |
|             | |
|             | Pycnopsyche gentilis |
|             | |
|             | Pycnopsyche guttifera |
|             | |
|             | Pycnopsyche indiana |
|             | |
|             | Pycnopsyche lepida |
|             | |
|             | Pycnopsyche limbata |
|             | |
|             | Pycnopsyche luculenta |
|             | |
|             | Pycnopsyche rossi |
|             | |
|             | Pycnopsyche scabripennis |
|             | |
|             | Pycnopsyche sonso |
|             | |
|             | Pycnopsyche subfasciata |
|             | |
|             | Pycnopsyche virginica |
|             | |